# Carsoli
Carsoli (antikens Carseoli) är en kommun i provinsen L'Aquila, i regionen Abruzzo i Italien. Kommunen hade 5 294 invånare (2018) och gränsar till kommunerna Collalto Sabino, Nespolo, Oricola, Pereto, Pescorocchiano, Sante Marie, Tagliacozzo, Turania samt Vivaro Romano.